# Parque Nacional Bandai-Asahi
O Parque Nacional Bandai-Asahi (磐梯朝日国立公園 Bandai Asahi Kokuritsu Kōen) é um parque nacional na região de Tohoku, Honshu, Japão. O parque estende-se pelas prefeituras de Fukushima, Yamagata e Niigata. O parque foi designado como um parque nacional em 5 de setembro de 1950. Cobre 186,404 hectares de terra (sendo assim o terceiro maior parque nacional do Japão), consistindo de três unidades independentes: a região de Dewasanzan-asahi , a região de Iide , e a região de Bandaiazuma-Inawashiro.

## Região de Dewasanzan-Asahi
A região de Dewasanzan-Asahi é a unidade mais ao norte do parque. A porção norte da região consiste em montanhas chamadas Três Montanhas de Dewa (出羽三山 Dewasanzan) . A seção sul da região reside na Cordilheira Asahi. A Rota Nacional 112 separa essas duas áreas de montanha.

### Dewasanzan
As Três Montanhas de Dewa se referem ao Monte Gassan, Monte Haguro e Monte Yudono, que reside aproximadamente no centro da Prefeitura de Yamagata. O nome "Dewa" refere-se ao nome da antiga província, atual Yamagata e Prefeitura de Akita. A cordilheira é um divisor natural entre as duas principais áreas planas presentes na prefeitura: a região de Shonai, a oeste, e a bacia de Yamagata, a leste. As montanhas foram consideradas como uma área sagrada para a religião de Shugendo e atraíram muitos visitantes para peregrinação aos santuários localizados em seus picos e eremitas ascéticos das montanhas japonesas que praticam a estrita doutrina. Embora o local atraia um número considerável de visitantes, a maioria deles é de turistas que não praticam os ensinamentos de Shugendo. O Monte Gassan é um vulcão que se estende até a altura de 1984 m. A área contém pântanos e florestas subalpinas com muitas plantas que crescem em prados alpinos, incluindo usagi-giku (arnica unalascensis) e animais raros, como arminho e acentuador alpino . O renomado poeta haiku Matsuo Basho fez um haiku neste local durante sua jornada Oku no Hosomichi em 1689:
雲 の 峰 幾 つ れ て 月 の 山
Kumo no mine / ikutsu kuzure te / tsuki no yama
A localização também atrai muitos esquiadores no inverno e alguns que querem praticar o esporte até meados de julho.

## Cordilheira Asahi
A Cordilheira Asahi está localizada na fronteira entre a Prefeitura de Niigata e a Prefeitura de Yamagata e constitui o segmento mais ao norte da Cordilheira Echigo. O pico principal, Ōasahi Dake, sobe para 1.870 m acima do nível do mar e está classificado entre as 100 famosas montanhas japonesas . A cordilheira é um maciço que se estende por 60 km de norte a sul e 30 km de leste a oeste. É um dos lugares mais nevados do Japão e a neve fica no verão. As montanhas apresentam desfiladeiros profundos com plantas alpinas nos cumes e florestas de faias japonesas intocadas nas encostas mais baixas.
A nascente do rio Sagae, famosa por suas águas claras, está localizada no lado da prefeitura de Yamagata. O rio, um afluente do rio Mogami, flui do Ōasahi Dake em direção ao norte e muda de rumo para o leste depois de passar pela barragem de Sagae. A Rota Nacional da Rodovia 112 e a Via Expressa Yamagata correm paralelas ao rio. A enorme barragem tem 112 m de altura, a maior da prefeitura, e iniciou suas operações em 1990. Antes de sua construção, a negociação sobre a questão da realocação entre o governo e os moradores descarrilou e levou 19 anos desde o planejamento inicial até o início de sua operação. O reservatório de Gassan cobre 340 hectares de área e possui uma grande população de ayu, truta arco-íris, salmonídeos e seema sarmon . O reservatório está equipado com a Fonte Grande do Reservatório de Gassan, a partir da qual a água pode atingir até 112 m. De abril a novembro, a fonte capta água uma vez a cada hora, das 10 às 17 horas. A vila de Sage é o cenário da série de drama da TV NHK Oshin .
Uma floresta decídua composta principalmente por faias japonesas cobre as montanhas até 1200 m acima do nível do mar. A vegetação muda para arbustos a partir de 1200 m. A área, designada como refúgio de vida selvagem pelo governo em 1984, é habitada por uma grande variedade de animais, incluindo arganaz japonês, serow japonês, urso preto asiático, águia dourada, águia-falcão da montanha, açor e falcão peregrino .

## Região de Iide
A região de Iide é a unidade sudoeste do parque. A cordilheira Iide compreende a porção norte da cordilheira Echigo. A maior massa terrestre da cordilheira é o Maciço Iide e cercado pelo rio Arakawa ao norte, pela Rota Nacional da Rodovia 121 a leste, pelo rio Agano ao sul e pela planície de Echigo ao leste. Do intervalo visível em dias ensolarados estão o Asahi Range, Mt. Azuma e Bacia de Aizu, Mt. Nasu e o mar do Japão. O pico mais alto é Mt. Dainiti, 2,128 m de altura, seguido por outros picos de 2000 m: Mt. Iide (2105 m), MT. Eboshi (2017 m), Monte Kitamata (2025 m) e Monte. Onishi (2013 m). A cordilheira tem trilhas prontamente disponíveis em todos os quatro lados, mas grandes nevascas permanecem o ano todo em muitos de seus picos, como às vezes chamavam de Alpes Tōhoku. O site também chama a atenção por causa de suas flores alpinas. Mt. Iide está entre as 100 montanhas famosas do Japão . Mt. Iide também é famoso como um local sagrado para a religião ascética de Shugendō, juntamente com as Três Montanhas de Dewa . Em 652, En no Ozunu começou a prática dos ensinamentos nesta montanha, desde então muitos Yamabushi visitaram este local. Durante o período Meiji, o Santuário de Iide, localizado no cume, era adorado por moradores locais. Até a Guerra do Pacífico, a escalada da montanha era proibida para as mulheres. A região costumava ter o costume local de considerar apenas homens que escalaram a montanha antes dos 15 anos como homens adultos.

## Região de Bandaiazuma-Inawashiro
A região de Bandaiazuma-Inawashiro é a unidade sudeste do parque.

## Centros de visitantes

### Centro de Visitantes Gassan
O Centro de Visitantes Gassan está localizado na área de Dewasanzan. Demora uma hora de Sakata e quarenta minutos de Tsuruoka de carro. De ônibus, pegue o ônibus Shōnai Kōtsu que segue para o cume do Monte Haguro na estação JR Tsuruoka por 50 minutos e desça no templo Arasawa. O centro pode fornecer informações sobre paisagens, geografia, geologia, flora e fauna e ambiente da região. O edifício contém exposições e um teatro onde são exibidos slides.[carece de fontes?]